# Diplacus puniceus
Diplacus puniceus är en gyckelblomsväxtart som beskrevs av Thomas Nuttall. Diplacus puniceus ingår i släktet Diplacus och familjen gyckelblomsväxter. Inga underarter finns listade i Catalogue of Life.